# Letališče Vaasa
Letališče Vaasa je letališče na Finskem, ki primarno oskrbuje Vaaso.